# Eklaireur
Eklaireur est un système communautaire français d'aide à la conduite de véhicules permettant l'avertissement de la localisation de zones dangereuses par échange d'information entrées par les utilisateurs, au travers du réseau GSM français.
Le système est basé sur un procédé de mise en commun d'informations par les utilisateurs dans le but de se prévenir mutuellement de la présence d'un radar, d'une perturbation ou d'un accident sur le trajet dès qu'il est repéré sur la route. Le conducteur qui aperçoit un événement sur son trajet avertit la communauté en appuyant sur l'une des deux touches selon le sens de l'événement ou par un simple glissé sur l'écran, de bas en haut pour son sens de circulation, de haut en bas pour le sens inverse, il peut alors choisir le type d'événement à signaler (incident, danger ponctuel, ralentissement, radar fixe, zone de travaux), le téléphone envoie alors les données de géolocalisation GPS vers le serveur afin de mettre à jour la base de données. L'information est alors immédiatement répercutée sur le réseau. Les utilisateurs seront alors avertis de l'événement et pourront confirmer ou infirmer la réalité de l'événement.
Ce système, basé sur la mise en communauté des événements, est vendu sur les systèmes iPhone et Android pour un prix unique d'environ 5 euros comprenant le prix du logiciel, sa licence permanente et les mises à jour gratuites. Aucun abonnement n'est à souscrire. Il est téléchargeable sur Android Market et sur l'AppStore. Une version d'essai est également disponible sur Android.
Le développement sous Android étant arrêté, le logiciel et son utilisation sont désormais gratuits jusqu'à la reprise du développement. Il n'y a plus de maintenance de la base de données et certains bugs persistants ne sont plus corrigés depuis 2013. Le projet a été définitivement abandonné en 2013.

## Conformité
Initialement vendu comme avertisseur de radar, Eklaireur est devenu une aide à la conduite de véhicules afin de se mettre en conformité avec le décret de janvier 2012 rendant hors-la-loi les avertisseurs de radars.